# Трапенкамп
Трапенкамп (њем. Trappenkamp) општина је у њемачкој савезној држави Шлезвиг-Холштајн. Једно је од 95 општинских средишта округа Зегеберг. Према процјени из 2010. у општини је живјело 4.643 становника. Посједује регионалну шифру (AGS) 1060089.

## Географски и демографски подаци
Трапенкамп се налази у савезној држави Шлезвиг-Холштајн у округу Зегеберг. Општина се налази на надморској висини од 45 метара. Површина општине износи 3,4 km². У самом мјесту је, према процјени из 2010. године, живјело 4.643 становника. Просјечна густина становништва износи 1.346 становника/km².